# Joan Gaya i Busquets
Joan Gaya i Busquets (Reus, 1894 - segle XX) va ser un advocat, escriptor i musicòleg català, germà del pedagog Josep Gaya i Busquets
Després del batxillerat a Reus, estudià Dret a la Universitat de Barcelona i es llicencià el 1916. Es va doctorar amb la tesi De la autonomía municipal el 1933. Col·laborà en la premsa barcelonina, al diari catòlic La Cruz, de Tarragona i al Semanario Católico de Reus d'ideologia integrista. Va escriure algunes novel·les: No fue posible (1916, i després traduïda al francès), Nuvolada (1926), i en la postguerra obres de teatre: Un Hombre que pudo ser feliz (1949). Però és conegut per la seva dedicació a la música i a la teoria musical: Una Notación musical lógica: escritura sin claves (1956), De Gluck a Wagner, o, La música de todos los tiempos (1957) i diverses recopilacions de les seves composicions, reunides a Opera omnia, en dos volums el 1954 i el 1962.